# Milwidy
Milwidy (lit. Milvydai) − wieś na Litwie, w rejonie solecznickim, 2 km na południe od Solecznik, zamieszkana przez 57 ludzi. Przed II wojną światową w Polsce, w powiecie wileńsko-trockim województwa wileńskiego.